# Воронов Максим Сергійович
Максим Сергійович Воронов (нар. 9 червня 2006, Луганськ, Україна) — український футболіст, воротар «Атлетіку Паранаенсі».

## Клубна кар'єра
Вихованець клубу «Восток» (Харків). У 2019 році перейшов до ДЮСШ-2 (Сєвєродонецьк), але того ж року опинився в «Маяку» (Валки).
У 2021 році перейшов до молодіжної академії харківського «Металіста». У 2023 році перейшов до структури бразильського клубу «Атлетіку Паранаенсі». Допоміг молодіжній (U-20) команді клубу вийти до півфіналу молодіжного (U-20) чемпіонату Бразилії, а в 2025 році переведений до дорослої команди вище вказаного клубу.

## Кар'єра в збірній
На юнацькому рівні представляє Україну. За юнацьку збірну України (U-20) дебютував 22 березня 2025 року в програному (0:1) товариському поєдинку проти молодіжної збірної Північної Ірландії.

## Стиль гри
Виступає на позиції воротаря, правоногий гравець. Спочатку виступав на позиції захисника. Український новинний вебсайт «Футбол 24» у 2025 році писав, що «однією з найсильніших сторін українця є велика антропометрія, зокрема розмах рук».